# Баб аль-Фарадж
Баб аль-Фарадж — одни из семи городских ворот Дамаска.

## История
Ворота, расположенные в северных стенах у северо-восточного угла цитадели, были построены в 1154/55 году по приказу Нур ад-Дин Махмуда.
В 1239-40 году ворота были реконструированы по велению Ас-Салиха. Он укрепил ворота и добавил ещё один проход к северу.
Ворота пересекают реку Барада.